# Ratholo
Ratholo is een dorp in het district Central in Botswana. De plaats telt 2236 inwoners (2011).